# Álvaro Djaló
Álvaro Djaló Dias-Fernandes (Madrid, España, 16 de agosto de 1999) es un futbolista español que juega de delantero en el Al-Gharafa S. C. de la Liga de Catar, cedido por el Athletic Club.

## Trayectoria

### Inicios
Nacido en Madrid, vivió en Vallecas su primer mes de vida.Fue entonces cuando se trasladó con sus padres de acogida a Bilbao.Álvaro residió en el barrio de Ocharcoaga. Empezó jugando a fútbol sala en el Berriotxoa FS de Santuchu, después pasó a las filas en la UD San Miguel de Basauri en edad de alevín. En 2015, ya en edad juvenil, jugó en la SD Begoña. 
En abril de 2017 se marchó sin permiso del club bilbaíno a Portugal a hacer pruebas en el Benfica y, posteriormente, con el Sporting CP. Finalmente, ninguno de los dos clubes decidió incorporarle.Tras pasar una tercera prueba con el Sporting de Braga, se incorporó a la academia del club bracarense de cara a la temporada 2017-18 .

### Sporting Clube de Braga
En la campaña 2020-21 logró ocho goles con el Braga "B" en el Campeonato de Portugal (tercera categoría del fútbol portugués), mientras que en la 2021-22 anotó nueve tantos y dio diez asistencias, en apenas diecienueve encuentros.En abril de 2022, siendo jugador del filial en la recién creada Terceira Liga, renovó su contrato con el club arsenalista hasta junio de 2025.
El 7 de agosto de 2022 debutó en Primeira Liga en un encuentro frente al Sporting CP (3-3), dando una asistencia al delantero Abel Ruiz.Dio tres asistencias más en sus siguientes cinco encuentros de Liga.El 3 de noviembre marcó su primer gol en un encuentro de Liga Europa frente al Malmoe FF (2-1) en Braga.El 23 de febrero de 2023 marcó en la derrota frente a la Fiorentina (3-2) en Conference League.En su primera campaña en el primer equipo bracarense, logró cinco goles y repartió seis asistencias en 41 partidos, aunque solo fue titular en siete encuentros. También participó desde el banquillo en la final de la Taça frente al FC Porto (0-2).
Su situación fue cambiando en el comienzo de la temporada 2023-24 gracias a sus tres tantos en las rondas previas de la Liga de Campeones, dos ante el FK TSC serbio y el más destacado, en el partido de ida de play-off, frente al Panathinaikos (2-1).El 3 de septiembre marcó de falta directa frente al Sporting CP (1-1) en A Pedreira. El 14 de septiembre renovó su contrato hasta junio de 2027.Dos semanas después logró su primer doblete en un triunfo frente al Estrela da Amadora (2-4).El 24 de octubre de 2023 marcó en la derrota frente al Real Madrid (1-2).El 29 de noviembre marcó el tanto del empate frente al Union Berlin (1-1).
El 18 de enero de 2024 marcó de cabeza el tanto del triunfo, en el minuto 90+11, frente al Famalicão (1-2).El 27 de enero fue titular en la final de la Taça de la Liga frente al Estoril Praia, que acabó con su primer título en la tanda de penaltis.El 22 de febrero anotó un gran gol, en el minuto 83, frente al Qarabağ FK (2-3) en el partido de vuelta de UEFA Europa League, que llevó el encuentro a la prórroga, aunque finalmente pasó el cuadro de Bakú.El 13 de abril marcó el único tanto del encuentro frente al Estoril (0-1), logrando así su decimoquinto gol de la temporada.

### Athletic Club
El 4 de marzo de 2024 se anunció oficialmente su fichaje por el Athletic Club, con un contrato de cinco temporadas.El coste del fichaje fue de quince millones de euros más otros 5,5 millones en variables, lo que le convirtió en la tercera incorporación más cara del club rojiblanco.El 11 de julio fue presentado como nuevo jugador del equipo bilbaíno.El 28 de agosto debutó como titular con el Athletic Club, en Primera División, en San Mamés con una victoria frente al Valencia CF (1-0).El 22 de septiembre marcó su primer gol en Liga, en San Mamés, en un triunfo frente al Celta de Vigo (3-1).En su primera campaña como rojiblanco no consiguió hacerse un sitio en el once titular, a lo que hubo que sumar una grave lesión de tobillo que sufrió frente al Real Betis en febrero.

## Vida privada
Djaló es de ascendencia bisauguineana.Además, es primo del futbolista Malcom Adu Ares, que juega cedido en el Real Zaragoza por el Athletic Club.

## Selección autonómica

### Selección vasca
El 19 de marzo de 2024 fue convocado por la selección de Euskadi dirigida por Jagoba Arrasate para el encuentro amistoso ante Uruguay. que acabó con un resultado de 1-1, con gol del propio Álvaro.

## Estadísticas

### Clubes
Actualizado al último partido disputado el 7 de noviembre de 2024.
| Club                     | Div.          | Temporada     | Liga  | Liga  | Liga   | Copas nacionales | Copas nacionales | Copas nacionales | Copas internacionales | Copas internacionales | Copas internacionales | Total | Total | Total  |
| Club                     | Div.          | Temporada     | Part. | Goles | Asist. | Part.            | Goles            | Asist.           | Part.                 | Goles                 | Asist.                | Part. | Goles | Asist. |
| ------------------------ | ------------- | ------------- | ----- | ----- | ------ | ---------------- | ---------------- | ---------------- | --------------------- | --------------------- | --------------------- | ----- | ----- | ------ |
| S. C. Braga "B" Portugal | 4.ª           | 2020-21       | 28    | 8     | 0      | ―                | ―                | ―                | ―                     | ―                     | ―                     | 28    | 8     | 0      |
| S. C. Braga "B" Portugal | 3.ª           | 2021-22       | 19    | 9     | 0      | ―                | ―                | ―                | ―                     | ―                     | ―                     | 19    | 9     | 0      |
| S. C. Braga "B" Portugal | Total club    | Total club    | 47    | 17    | 0      | 0                | 0                | 0                | 0                     | 0                     | 0                     | 47    | 17    | 0      |
| S. C. Braga Portugal     | 1.ª           | 2022-23       | 23    | 2     | 4      | 10               | 1                | 1                | 7                     | 1                     | 0                     | 40    | 4     | 5      |
| S. C. Braga Portugal     | 1.ª           | 2023-24       | 30    | 8     | 5      | 6                | 2                | 0                | 11                    | 6                     | 0                     | 47    | 16    | 5      |
| S. C. Braga Portugal     | Total club    | Total club    | 53    | 10    | 9      | 16               | 3                | 1                | 18                    | 7                     | 0                     | 87    | 20    | 10     |
| Athletic Club · España   | 1.ª           | 2024-25       | 17    | 1     | 0      | 3                | 0                | 0                | 8                     | 0                     | 0                     | 28    | 1     | 0      |
| Athletic Club · España   | Total club    | Total club    | 17    | 1     | 0      | 3                | 0                | 0                | 8                     | 0                     | 0                     | 28    | 1     | 0      |
| Al-Gharafa SC            | 1.ª           | 2025-26       | 1     | 0     | 0      | 0                | 0                | 0                | 0                     | 0                     | 0                     | 1     | 0     | 0      |
| Al-Gharafa SC            | Total club    | Total club    | 1     | 0     | 0      | 0                | 0                | 0                | 0                     | 0                     | 0                     | 1     | 0     | 0      |
| Total carrera            | Total carrera | Total carrera | 118   | 28    | 9      | 19               | 3                | 1                | 26                    | 7                     | 0                     | 163   | 38    | 10     |

## Palmarés

### Títulos nacionales
| Título                      | Club        | País     | Año  |
| --------------------------- | ----------- | -------- | ---- |
| Copa de la Liga de Portugal | S. C. Braga | Portugal | 2024 |

### Trofeos regionales
| Título                 | Equipo        | Comunidad Autónoma | Año  |
| ---------------------- | ------------- | ------------------ | ---- |
| Euskal Herriko Txapela | Athletic Club | País Vasco         | 2024 |